# Mount Amuyao
Mount Amuyao is een berg in het noorden van het grootste Filipijnse eiland Luzon en is met 2702 meter het hoogste punt van Mountain Province en de op zeven na hoogste top van het land. Mt. Amuyao ligt aan de noordoostzijde van de Cordillera Central in de gemeente Barlig tegen de grens met de provincie Ifugao. De hellingen van de berg zijn begroeid met tropisch regenwoud. Bij een onderzoek aan het begin van de 21e eeuw werden in totaal 260 verschillende plantensoorten, behorende bij 180 geslachten en 84 families waargenomen.
Mt. Amuyao is een speciale plek voor de lokale inheemse bevolkingsgroepen, die behoren tot de Igorot. Zo is de berg de locatie waar volgens een Igorotlegende, die veel weg heeft van het Bijbelverhaal van de Ark van Noach, de laatste overlevende man en vrouw, Bugan en Wigan, hun toevlucht zochten. De berg is tegenwoordig ook populair bij Filipijnse bergbeklimmers doordat het behoort tot de top tien van hoogste bergen van de Filipijnen. De klim naar de top is nu relatief eenvoudig door de aangelegde trappen en duurt zo'n vier tot zeven uur.